# Paula Buchner
Paula Buchner (geboren 15. April 1900 in Wien, Österreich-Ungarn; gestorben 10. August 1963 in Berlin) war eine österreichisch-deutsche Opernsängerin (Sopran).

## Leben
Paula Buchner war eine Gesangsschülerin von Rosa Papier-Paumgartner, ihr Bühnendebüt als Sopranistin gab sie 1926 am deutschsprachigen Stadttheater Reichenberg in der Tschechoslowakei. Es folgten Engagements 1928/29 am Stadttheater Barmen-Elberfeld, 1930 bis 1933 am Stadttheater Graz, 1933/34 am Opernhaus Hannover, 1934 bis 1937 am Nationaltheater Mannheim und 1937 bis 1943 an der Stuttgarter Staatsoper.
Buchner wurde 1938 an die Staatsoper Berlin geholt und arbeitete dort unter den Umständen des Weltkriegs und der Nachkriegszeit. Buchner stand 1944 in der Gottbegnadeten-Liste des Reichsministeriums für Volksaufklärung und Propaganda.
1949 bis 1953 war sie Mitglied der Städtischen Oper Berlin und war dort noch bis 1955 als Gast tätig. Nach ihrer Heirat mit dem Ingenieur und Dozenten Werner Lobeck (1902–1945) trat sie auch unter dem Namen Paula Buchner-Lobeck auf.
Buchner arbeitete im Fach des hochdramatischen Soprans. Sie sang bei den Bayreuther Festspielen 1939 die Kundry im Parsifal, 1942 die Brünnhilde im Ring des Nibelungen. Auch bei den Festspielen von Zoppot trat sie auf. Sie gastierte 1939 als Isolde an der Mailänder Scala, 1939 an der Oper Antwerpen, 1943 an der Oper Rom im faschistischen Italien. Zu ihren weiteren Rollen gehörten die Leonore im Fidelio, die Rezia im Oberon von Weber, die Titelrolle in der Oper Ingwelde von Max von Schillings, die Martha in Tiefland von Eugen d’Albert, Verdis Amelia in Ein Maskenball, die Elena in der Sizilianischen Vesper, die Turandot von Puccini, die Marina im Boris Godunow und in Opern von Richard Strauss die Marschallin im Rosenkavalier, die Kaiserin in der Frau ohne Schatten und die Ariadne. Es existieren allerdings nur wenige Tonaufnahmen mit ihr.

## Ehrungen
Aus Anlass des 50. Geburtstages von Adolf Hitler wurde ihr am 20. April 1939 der Titel „Kammersängerin“ verliehen.